# جيم سباي أركيد
1. ↑  "GameSpy Arcade Version History". GameSpy. مؤرشف من الأصل في 2006-03-19. اطلع عليه بتاريخ 2021-12-16.

كان غيم سباي أركيد عبارة عن أداة لتصفح خوادم الالعاب التي تدعم اللعب متعدد اللاعبين . كان يسمح جيم سباي أركيد بالعثور علي خوادم الالعاب المتاحة، والاتصال بها عبر الانترنت والدردشة مع اللاعبين الاخرين. تم إصداره في البداية بواسطة شركة GameSpy Industries، في 13 نوفمبر 2000، ليحل محل برنامج GameSpy3D و Mplayer.com. كان الإصدار 2.0.5 هو أحدث اصدار للبرنامج، حيث يتميز بميزات إضافية مثل سرعة افضل في الاتصال.

## التاريخ
في حديثه عن تاريخ غيم سباي أركيد، كتب إيان بيرنباوم من PC Gamer US، " بدأ غيم سباي في عام 1996 كخادم مضيف من قبل المعجبين لـ كوايك. في أوائل الألفية الثانية، كان غيم سباي المنصة الرئيسية لاستضافة خوادم الالعاب متعددة اللاعبين،كانت تضيف عشرات الألعاب كل عام. أغلقت الخدمة في مايو 2014.

## ميزات
يتضمن غيم سباي أركيد العديد من الميزات الأخرى المهمه التي تعمل على تحسين وظائفه وتسهيل استخدامه:
- القدرة على أن يكون للمستخدمين ملفاتهم الشخصية الخاصة والتعديل عليها.
- فحص القرص الصلب الخاص بالمستخدم بحثًا عن الألعاب المتوافقة مع جيم سباي أركيد.
- متصفح ويب داخلي.
- محادثة صوتية.
- الرسائل بين الاصدقاء.
- متصفح خادم مخصص.
- غرف دردشة للمستخدمين.

## الاشتراك المدفوع
كان غيم سباي أركيد مجانيًا. ومع ذلك، حافظ البرنامج على حالة البرنامج التجريبي، حيث لا يمكن الوصول لمميزات المستويات الاشتراك مجانا، يوجد ثلاثة مستويات اشتراك مختلفة. قدمت هذه المستويات مميزات مختلفة وحصرية، كل مستوي حسب سعره.

### المستخدمين الأساسيين
يمكن إنشاء حسابات "المستخدمين الأساسيين" مجانًا على موقع غيم سباي. يمكن لهؤلاء المستخدمين عرض خوادم الالعاب والانضمام لها، بالإضافة إلى الدردشة مع المستخدمين داخل ردهة اللعبة. ويتم عرض إعلانات داخل البرنامج لهؤلاء المستخدمين.

### غيم سباي أركيد
"غيم سباي أركيد"، كان أول مستوي من خدمات الاشتراك المدفوعة (4.95 دولارًا شهريًا، 24.95 دولارًا سنويًا)،  قدمت ميزات متعددة مثل عدم وجود إعلانات والدردشة الصوتية اثناء اللعب، بالإضافة إلى حصول المشتركين علي الأولوية للفنيين للمساعدة في حل المشكلات مع البرنامج.

### نادي المؤسسين
"نادي المؤسسين"، كان مستوي الاشتراك المدفوع الثاني (9.95 دولارًا في الشهر، 79.95 دولارًا في السنة)،  كانت أعلى مستوى مدفوع ممكن الحصول عليه في غيم سباي أركيد. كان لهذا الاشتراك فوائد تنطبق على شبكة غيم سباي بأكملها، بما في ذلك الوصول إلى FilePlanet والنشرات الإخبارية. وكان هذا أغلى الاشتراكات المعروضة.

## الألعاب
سمح جيم سباي أركيد للمستخدمين بلعب الألعاب عبر الإنترنت مع مستخدمين أخرين مثل هيلو: كومبات إفولفد ، باتلفيلد 2 ، كاونتر سترايك ، أنريل تورنمنت ، ستار وارز: باتلفرونت 2، كوايك 3 أرينا، ريفيرسي ، لعبة الداما ، الشطرنج ، لعبة الطاولة بالإضافة إلى العديد من ألعاب منظور الشخص الأول الأخرى والألعاب الاستراتيجية.

## روابط خارجية
- جيم سباي أركيد
- تاريخ النسخة

1. ↑  Birnbaum, Ian (30 مايو 2014). "End of days: GameSpy's forgotten games and the gamers keeping them alive". بي سي غيمر. مؤرشف من الأصل في 2022-03-31. اطلع عليه بتاريخ 2020-09-16.
2. ↑  "GameSpy Arcade Subscribe Price". GameSpy. مؤرشف من الأصل في 2004-06-11. اطلع عليه بتاريخ 2021-12-17.
3. ↑  "GameSpy Arcade Subscribe Price". GameSpy. مؤرشف من الأصل في 2004-06-11. اطلع عليه بتاريخ 2021-12-17."GameSpy Arcade Subscribe Price".